# 奴の名はMARIA
奴の名はMARIA（やつのなはまりあ）は、道元むねのりによる日本の漫画作品。

## あらすじ
私立天林高校に、文部省のコンピューターによって優れた教育力を持つ人間の中から選ばれたスーパー教師・四方堂麻里亜が赴任することになった。しかし、実際に赴任したのはコンピューターのミスで間違って通知を送ってしまった同姓同名の別人であった。金目当てで赴任した怪力女の麻里亜が、的外れの行動をしながらも結果的に校内の問題を解決していく。

## 登場人物

### 天林高校

#### 教師
四方堂麻里亜（しほうどう まりあ）
本作品の主人公の女性。コンピューターのミスで通知が送られてきたが、金目当てで黙認して私立天林高校に赴任する。猫を被り、スーパー教師を演じながらも自分中心な行動ばかり取っているが、その行動がいつも生徒や学校での問題の解決につながっている。得意技はかかと落とし。ジャイアント馬場のファン。
校長
天林高校の校長。麻里亜がコンピューターのミスで来た別人であったことに失望するが、校内の問題をいくつも解決させていることから信頼するようになる。機械が苦手である。
天野三日月（あまの みかづき）
白薔薇高校から赴任した男性教師。文部省から正式に任命されたスーパー教師で麻里亜を追放しようとするが、麻里亜の決死の行動を見て思い直す。運動神経抜群で女子生徒からの人気も高い。

#### 生徒
篠倉寿乃（しのくら ひさの）
麻里亜が担任を務めるクラスの委員長。麻里亜がコンピューターのミスで赴任したことを知っている唯一の生徒で、麻里亜の暴走に巻き込まれることもある。マジメで正義感が強く、麻里亜の暴力などを良く思っていないが次第に信頼するようになる。
山本マサオ（やまもと-）
男子生徒。中学時代から同級生の須藤と取り巻きにいじめられていたが、麻里亜の行動を見て反抗するようになる。実力ではかなわなかったが、須藤達は麻里亜にコテンパンにやられた。
大久保味希（おおくぼ みき）
女子生徒。失恋のショックで不登校になり、学校の屋上から飛び降り自殺を図るが、その途中でぶつかり全財産を落とした麻里亜に助けられる。父親を亡くしており形見のブローチを大切にしていたが、質屋に入れようとした麻里亜に奪われた。実在の女性の名前から名づけられているが、性格は違い元気で活発な女性と作者は語っている。
石田（いしだ）
男子生徒。女子生徒の盗撮写真を売りさばいていた「写ガール」のリーダーで、麻里亜のパンチラを狙うが、その時たまたまノーパンだった麻里亜の股間を直視したショックで更生する。
覇鳳院我王（はおういん がおう）
男子生徒。天井に頭が届くほど背が高い。中学時代に4つの空手部を廃部に追い込み、天林高校でも担任を2度も辞任させた。篠倉に片想いしており、なぜか近くにいるからという理由で麻里亜を狙うが、勢いで破壊した壁から女子更衣室にいた篠倉を見つけ、勃起してしゃがんだ隙に麻里亜に倒される。麻里亜の助言から篠倉に告白するが、しゃがんだままの状態だったため叩かれた。読者からのファンレターでは、覇鳳院は人気があった。

### その他
田口和正（たぐち かずまさ）
銀龍会の幹部。天林高校の卒業生で在学時はボクシング部の主将であり大学進学も決まっていたが、チンピラに襲われた所を助けた女性教師が、婚約者への発覚を恐れて事件を内密にしたために補導され、天林高校を恨んでいた。部下が麻里亜にやられたことから高校に殴りこむが、麻里亜に返り討ちにされて改心し後に謝罪した。
四方堂麻里亜(本物)
本来赴任するはずだった女性。顔は「直視すると網膜剥離になる」と言われるくらいの強面だった。ミスを隠すために赴任した麻里亜とそっくりに整形して入れ替わる予定であったが、麻里亜の暴走により事態を隠し切れなくなったと判断され中止された。

## 単行本
1. ISBN 4-08-871578-0